# Cophixalus concinnus
Cophixalus concinnus е вид земноводно от семейство Microhylidae. Видът е критично застрашен от изчезване.

## Разпространение
Разпространен е в Австралия.